# Birney Car

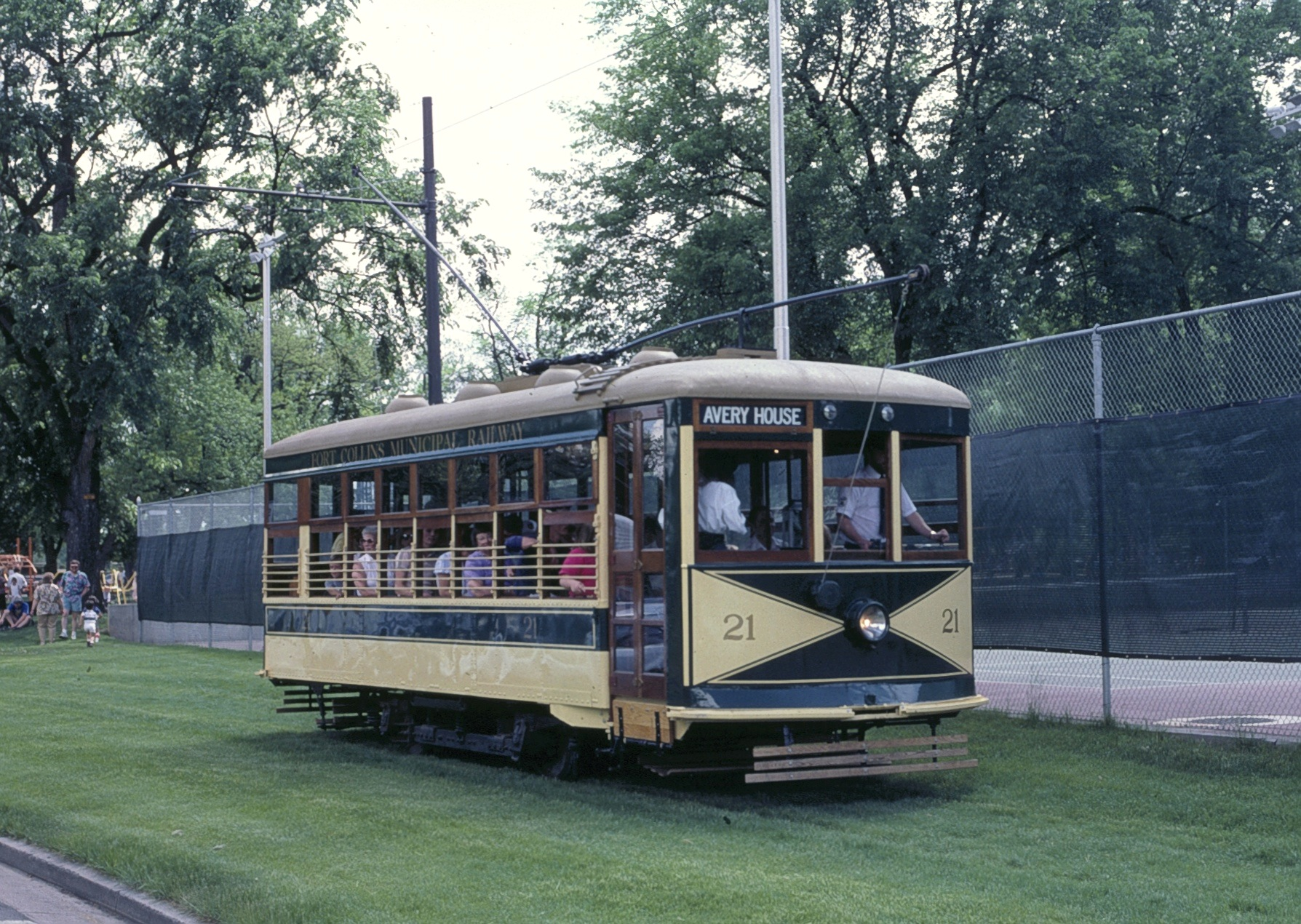
Birney Car 21 van de Fort Collins Municipal Railway, gebouwd in 1919

De Birney Safety Car is een Amerikaans ontwerp trammotorwagen uit 1913 waarmee kleine trambedrijven op economische wijze het trambedrijf konden (blijven) exploiteren. Het begrip ‘Safety Car’ kwam van de voor die tijd moderne aanwezige veiligsheisvoorzeiningen. Zo kon er niet weggereden worden als de deuren geopend waren en was er de aanwezigheid van een dodemansknop of -pedaal. 

## Ontstaansgeschiedenis
Dit tramtype is uit nood geboren om kleine tramexploitanten in staat te stellen het trambedrijf te continueren. Grotere bedrijven gebruikten de ‘Birneys’ hoofdzakelijk om lijnen met een geringe vervoersvraag in stand te houden.
Onder druk van alsmaar stijgende loonkosten, duurder worden exploitatiekosten (waaronder elektriciteit), de opkomst van concurrerende busbedrijfjes en de eigen auto hadden vele Amerikaanse trambedrijven een tram nodig die lage kosten kon combineren met een hogere opbrengst.
Dit nieuwe model werd ontworpen door Charles O. Birney, hoofdingenieur van het in Texas residerende vervoerbedrijf Stone & Webster Corporation. Birneys ontwerp was een ultralicht trammetje dat weinig onderhoud vroeg en door één man kon worden bediend. De trambestuurder fungeerde dan tegelijkertijd als conducteur. Omdat de exploitatiekosten laag waren was het mogelijk meer wagens te laten rijden en deze verhoogde frequentie zou juist weer zorgen voor meer passagiers (en inkomsten).
De ‘Safety Car’ zoals dit type werd genoemd was een 2-assige tram met één onderstel (truck) en had een lengte van 9 meter. Er konden 32 passagiers in zitten. De wagens hadden twee deuren, een per rijrichting, bij de bestuurder, waardoor moest worden in- en uitgestapt. Aan beide kanten van de tram bevond zich een bestuurdersplaats zodat geen dure eindpuntlus nodig was. De trams hadden daartoe ook meestal twee trolleystangen. Het tweede experimentele model woog in 1915 vijf ton maar in de normale productie was dit tussen de 4,5 en 9 ton. Het gewicht per zitplaats was 50% lager dan in conventionele tramwagens.

## Gebruik
De trams kwamen vanaf 1916 in gebruik en in 1920 waren er al meer dan 4000 gebouwd. Uiteindelijk kwamen meer dan 5803 trams van dit type in dienst. Na een productiepiek in de jaren twintig werd de laatste Birney in 1930 gebouwd. Hun succes was in eerste instantie overweldigend. 
De exploitatiekosten daalden met meer dan 50%. Omdat betere frequenties werden aangeboden steeg het passagiersaantal op de meeste lijnen substantieel. De ‘Chicago North Shore & Milwaukee Railroad’ verving de gebruikelijke zware trams op haar stadslijnen in bijvoorbeeld Waukegan en North Chicago in 1919. In plaats van eens per kwartier kon eens per 8 minuten een tram rijden en dit verbeterde aanbod zorgde voor een inkomstentoename in één jaar met 39%. Op enkele tramlijnen in Milwaukee zorgde het in dienst nemen van de Birneys in 1923 voor een toename van 59% meer passagiers en 34% inkomsten. Opgemerkt moet wel worden dat de indienststelling van Birneys vaak gepaard ging met een tariefverlaging.
Helaas hadden de tram ook hun beperkingen. Om het gewicht laag te houden waren de meeste niet krachtig genoeg gemotoriseerd. Twee motoren van 25 paardenkrachten waren te weinig om een goede snelheid te halen en vlot te accelereren. Grotere trambedrijven probeerden daardoor hun Birneys relatief snel weer te verkopen aan kleinere bedrijven. Een voorbeeld hiervan zijn de 250 exemplaren voor Detroit (Detroit Department of Street Railways) die na drie jaar alweer te koop werden aangeboden. Een schoolvoorbeeld van een miskoop. Zo ontstond al gauw een levendige tweedehandse markt. Omdat Birneys nogal eens werden ingezet in kleine voorsteden leden zij vanaf 1920 onder opheffing van deze lijnen in het voordeel van busexploitatie.
In de jaren 1920 werd een 4-assige variant (2 trucks) van de Birney gebouwd die vooral ook wat betreft constructie licht van gewicht bleef. Deze wagen had onder meer succes in Ottawa. Het principe van de dodemansknop werd echter overgenomen op bijna alle tramtypes die na de Birney werden gebouwd en deze applicatie is tot op heden nog in gebruik.

### Toepassing in latere jaren
Vele Birneys werden drie tot vier keer in hun leven doorverkocht. Bijvoorbeeld eerst van grote trambedrijven naar kleinere, dan van de kleinere die werden opgeheven naar grotere bedrijven die bepaalde lichte lijnen niet wilden opheffen, toen naar bedrijven die goedkoop nog ouder materiaal wilden vervangen en uiteindelijk nog eens naar de Midden- of Zuid-Amerikaanse markt.
Tot na de Tweede Wereldoorlog werden enkele lijnen in Delaware County bij Philadelphia nog uitsluitend met Birneys geëxploiteerd. Trambedrijven in de Verenigde Staten die eindigden als bedrijven met alleen nog maar Birneys waren er bijvoorbeeld in Marion (Indiana), Tampa (Florida) en Fort Collins (Colorado). 
Het trambedrijf in Marion was bijzonder. In 1932 werd dit bedrijf verkocht aan de medewerkers. Deze voerden succesvol met Birneys de dienst uit tot na de Tweede Wereldoorlog. Het lokale trambedrijf van Peoria, onderdeel van de Illinois Power Co., had 68 Birneys.

### Nederland
Ook in Nederland heeft dit type tram dienstgedaan. De GETA (Gemeentelijke Electrische Tram Arnhem) heeft drie motorrijtuigen in dienst gehad. Deze rijtuigen waren door en voor de TOL (Tramlijn Oosterbeek-Laag) onder de nummer 51-53 in 1924 gebouwd maar nimmer in gebruik genomen. De OSM nam van begin af aan de exploitatie in beheer en bereed deze lijn met haar rijtuigen 71-84 en meer met de krachtige 91-94 wegens de 13% helling. De GETA nam de ex-TOL-rijtuigen onder de nummers 78-80 in 1926 over en zette deze rijtuigen als proef in op lijn 2, Boulevard-Warnsborn (via de Markt en het Willemsplein). Ook hebben ze extra trams gereden op lijn 3 naar het Openluchtmuseum respectievelijk Burgers' dierenpark. In 1930 belandden de motorrijtuigen weer bij de NBM, die de rijtuigen verbouwde tot aanhangrijtuigen 101-103 en ze weer inzette op de "voormalige" TOL-lijn. In 1938 werden ze, na sluiting van de lijn Rhenen-Wageningen-Arnhem en de overdracht van de lijn Kievitsdel-Oosterbeek (via de Jhr. Nedermeijer van Rosenthalweg, de vroegere Grindweg) aan de GETA, afgevoerd.